# Fornelos (Barcelos)
Fornelos is een plaats (freguesia) in de Portugese gemeente Barcelos en telt 763 inwoners (2001).